# Curt Wild-Wall
Curt Wild-Wall (* 28. Februar 1898 in Leipzig; † 18. August 1990 in Hohen Neuendorf) war ein deutscher Maler und Grafiker.

## Leben und Werk
Curt Wild-Wall war der Sohn eines Leipziger Schriftsetzers. Nach der Teilnahme am Ersten Weltkrieg studierte er von 1918 bis 1920 an der Kunstakademie Leipzig und 1920 an der Württembergische Akademie der bildenden Künste Stuttgart und bei Oskar Kokoschka und Georg Wrba an der Akademie für Bildende Künste Dresden.
Danach arbeitete er als freischaffender Maler und Grafiker in Dresden. Neben der freien künstlerischen Arbeit machte er auch gebrauchsgrafische Arbeiten wie Plakate und Schutzumschläge für Bücher. Zu seinem engeren Freundeskreis gehörten u. a. Hans und Lea Grundig, Wilhelm Lachnit, Otto Griebel, Otto Dix und Conrad Felixmüller. Er nahm u. a. 1921 an der Ausstellung „Handzeichnungen deutscher Künstler“ in der Dresdener Galerie Arnold, 1934 mit einem Holzschnitt an der Ausstellung für zeitgenössische Drucke am Art Institute of Chicago und 1936 an der Deutschen Graphikschau teil.
In der Nazizeit war Wild-Wall Mitglied des Reichsverbands bildender Künstler und der Reichskulturkammer. 1936 fertigte er für die Deutsche Afrika-Schau für 235 RM einen „Bühnenhintergrund“. 1937 wurde in der Nazi-Aktion „Entartete Kunst“ aus der Kunstsammelstelle Frankfurt/Main seine Aquarell Weiblicher Rückenakt beschlagnahmt und vernichtet. 1945 wurde beim Bombardement Dresdens der größte Teil seiner Werke zerstört. Wild-Wall nahm als Soldat am Zweiten Weltkrieg teil und arbeitete danach wieder als freier Künstler. Er war Mitglied des Verbands Bildender Künstler der DDR, erhielt auch staatliche Aufträge und arbeitete als Leiter von künstlerischen Volkszirkeln, wofür er einige staatliche Auszeichnungen erhielt.
1945 lebte er vorübergehend in Mügeln, dann u. a. in Rostock, wo er ab 1950 Bühnenbildner am Volkstheater war, und bis zu seinem Ableben in Hohen Neuendorf. Neben seiner künstlerischen Tätigkeit war er ab 1952 auch Dozent an der Volkshochschule Berlin-Pankow. In Pankow veranstaltete mit dem Kunsthistoriker Heinrich Mock auch „künstlerisch-gesellige“ Abende im Haus des Kulturbunds. Auf der Grundlage der Schilderungen des mit ihm befreundeten Arbeiterdichters Franz Hackel von seiner Leidenszeit als KZ-Häftling in Buchenwald schuf Wild-Wall einen KZ-Zyklus von 35 Kohlezeichnungen, den er selbst als Höhepunkt seines bildnerischen Schaffens betrachtete und der sich im Bestand des Kreismuseums Oranienburg befindet.
Werke Wild-Walls befinden sich u. a. in der Städtischen Galerie Dresden, der Letter-Stiftung, Köln, und im Brandenburgischen Landesmuseum für moderne Kunst in Frankfurt/Oder (vormals Galerie Junge Kunst).

## Werke (Auswahl)

### Tafelbilder (Auswahl)
- Gasse in Meißen (Öl; ausgestellt auf der Leipziger Kunstausstellung 1948)[4]
- Gitarrenspielerin (Öl; ausgestellt auf der Leipziger Kunstausstellung 1948)[4]

### Druckgrafik (Auswahl)
- Totentanz (Zyklus von 6 Holzschnitten, 1923; ein Exemplar der Mappe befindet sich u. a. im Germanischen Nationalmuseum Nürnberg)[5]
- Anita Berber und Henry tanzen klassische Moderne (Linoldruck, 1925; Veranstaltungsplakat)[6]
- F. X. Stadlmayr: Das stille Leuchten. Gedichte. Werner Böhm, Chemnitz, 1935 (mit Originalholzschnitten von Wild-Wall)
- Egon H. Rakette: Morgenruf von heller Birke. Gedichte. Werner Böhm, Chemnitz, 1935 (mit Originalholzschnitten von Wild-Wall)
- Gestalten der Szetschuan-Oper (Zyklus von Linolschnitten; ausgestellt 1962/1963 auf der Fünften Deutschen Kunstausstellung)[7]

## Ausstellungen (mutmaßlich unvollständig)

### In der Zeit des Nationalsozialismus
- 1933: Dresden, Brühlsche Terrasse („Die Kunst dem Volke“)
- 1934: Dresden, Brühlsche Terrasse („Sächsische Kunstausstellung“)
- 1935: Dresden („Dresdner Kunstausstellung“)
- 1936: Leipzig, Museum der Bildenden Künste („Deutsche Graphikschau“)
- 1938: Dresden, Städtische Kunsthalle („Frühjahrsausstellung der Vereinigung Schaffender Künstler Dresden e. V.“)

### In der DDR
- 1948: Leipzig, Leipziger Kunstausstellung
- 1958 und 1975: Berlin, Bezirkskunstausstellungen
- 1962/1963: Dresden, Fünfte Deutsche Kunstausstellung